# Марк Геї
Марк Геї (англ. Marc Guéhi [ˈɡeɪi];, нар. 13 липня 2000, Абіджан) — англійський футболіст, захисник клубу «Крістал Пелес».
Виступав, зокрема, за клуби «Челсі» та «Свонсі Сіті», а також національну збірну Англії.

## Клубна кар'єра
Народився 13 липня 2000 року в місті Абіджан, Кот-д'Івуар, і переїхав із сім'єю до Лондона, Англія, коли йому виповнився рік. Вихованець клубу «Челсі». У вересні 2017 року підписав свій перший професійний контракт.
Дебютував у першій команді 25 вересня 2019 року в домашньому матчі проти «Грімсбі Таун» з рахунком 7:1 у Кубку Футбольної ліги 2019/20. Згодом зіграв ще один матч у цьому турнірі проти «Манчестер Юнайтед» (1:2), який став другим і останнім для гравця за рідний клуб.
У січні 2020 року перейшов на правах оренди у «Свонсі Сіті» з Чемпіоншипу і відіграв за валлійську команду наступні півтора сезони своєї ігрової кар'єри. Більшість часу, проведеного у складі «Свонсі Сіті», був основним гравцем захисту команди.
У липні 2021 року перейшов у «Крістал Пелес», уклавши п'ятирічний контракт. За гравця лондонці заплатили 18 мільйонів фунтів стерлінгів, що зробило його третім найдорожчим підписанням клубу за всю історію після Крістіана Бентеке та Мамаду Сако. 14 серпня 2021 року дебютував за «Пелас» у гостьовому матчі Прем'єр-ліги проти «Челсі». 20 листопада 2021 року забив свій перший гол за клуб у гостьовому матчі проти «Бернлі». Станом на 19 травня 2024 року відіграв за лондонський клуб 98 матчів у національному чемпіонаті.

## Виступи за збірні
2015 року дебютував у складі юнацької збірної Англії (U-16). У 2017 році у складі збірної до 17 років взяв участь у чемпіонаті Європи, на якому англійці програли у фіналі іспанцям, та у чемпіонаті світу, на якому англійці здобули перемогу, здобувши реванш над іспанцями у фіналі. Загалом на юнацькому рівні взяв участь у 43 іграх, відзначившись 4 забитими голами.
Протягом 2019—2021 років залучався до складу молодіжної збірної Англії. У її складі був учасником молодіжного Євро-2021, де англійці не подолали груповий етап. На молодіжному рівні зіграв у 16 офіційних матчах, забив 1 гол.
26 березня 2022 року дебютував в офіційних іграх у складі національної збірної Англії в товариському матчі проти Швейцарії (2:1).
6 червня 2024 року Геї був включений до заявки збірної Англії на Євро-2024.
| Дата      | Місто         | Господарі | Результат | Гості     | Турнір                               | Голи | Примітки |
| --------- | ------------- | --------- | --------- | --------- | ------------------------------------ | ---- | -------- |
| 26-3-2022 | Лондон        | Англія    | 2 – 1     | Швейцарія | товариський матч                     | -    |          |
| 11-6-2022 | Вулвергемптон | Англія    | 0 – 0     | Італія    | Ліга націй УЄФА 2022-2023 - 1-й етап | -    | 88'      |
| 14-6-2022 | Вулвергемптон | Англія    | 0 – 4     | Угорщина  | Ліга націй УЄФА 2022-2023 - 1-й етап | -    |          |
| 16-6-2023 | Та-Калі       | Мальта    | 0 – 4     | Англія    | Відбір до ЧЄ 2024                    | -    |          |
| 9-9-2023  | Вроцлав       | Україна   | 1 – 1     | Англія    | Відбір до ЧЄ 2024                    | -    |          |
| Усього    |               | Матчів    | 5         |           | Голів                                | 0    |          |

## Титули і досягнення
- Володар Кубка Англії (1):

«Крістал Пелес»: 2024-25
- Володар Суперкубка Англії (1):

«Крістал Пелес»: 2025